# Mastopoma armitii
Mastopoma armitii är en bladmossart som beskrevs av Brotherus in Paris 1905. Mastopoma armitii ingår i släktet Mastopoma och familjen Sematophyllaceae. Inga underarter finns listade i Catalogue of Life.